# Roodkuifmiervogel
De roodkuifmiervogel (Myrmoborus lophotes) is een zangvogel uit de familie Thamnophilidae (miervogels).

## Verspreiding en leefgebied
Deze soort komt voor in uiterst zuidwestelijk Brazilië, zuidoostelijk Peru en noordwestelijk Bolivia.

## Status
De grootte van de populatie is in 2020 geschat op 0,5-1,0 miljoen volwassen vogels. Op de Rode lijst van de IUCN heeft deze soort de status niet bedreigd.